# Otakar Sedloň
Otakar Sedloň (30. srpna 1885 Trpín – 18. října 1973 Praha) byl český akademický malíř a středoškolský profesor.

## Život
Narodil se v rodině řídícího učitele Tomáše Sedloně v Trpíně u Poličky. Otec byl po roce 1886 přeložen do Merklovic u Vamberka,
později do Doudleb nad Orlicí, a proto zde Otakar navštěvoval obecnou i měšťanskou školu. Po maturitě na reálce v Kostelci nad Orlicí studoval malířství na Umělecko-průmyslové škole v Praze u profesorů Emanuela Dítěte, Karla Vítězslava Maška, Jana Preislera a Jakuba Schikanedera.
Po absolutoriu a složení profesorských zkoušek nastoupil v roce 1908 na reálku v Lipníku nad Bečvou jako profesor kreslení. Postupně pak působil ještě na reálkách v Lounech, Litoměřicích a v Brně, kde kvůli pádu tabule utrpěl těžký úraz, který jej na několik let vyřadil z pracovní i umělecké činnosti.
Styk s uměleckým světem obnovil až po roce 1920; postupně navštívil Jadran (1922), Paříž (1925), Podkarpatskou Rus (1927) a Rumunsko (1933). Období mezi dvěma světovými válkami bylo v jeho malířské kariéře asi nejúspěšnější. Žil a tvořil v ateliéru na Národní třídě v Praze a patřil v té době k nejvyhledávanějším portrétistům. Tehdy se také stal členem spolku Myslbek, s nímž pak často vystavoval. Jeho obrazy byly v majetku tehdejších bank, ministerstev a dalších institucí, stejně tak bylo možné je spatřit v pražských i mimopražských kavárnách a restauracích.
Otakar Sedloň je pochován v rodinné hrobce ve Vamberku.

## Dílo
Jeho obrazy jsou ve sbírkách Národní galerie Praha, Galerie hlavního města Prahy, Oblastní galerie Liberec, malých vesnických galerií (Rybná nad Zdobnicí, Pěčín), na úřadech některých podorlických měst (Vamberk, Doudleby nad Orlicí, Rychnov nad Kněžnou, Žamberk) nebo v soukromých sbírkách.

## Výstavy

### Samostatné výstavy
- 1923 Poděbrady, Lázeňská kolonáda [2]
- 1928 Výstava Otakara Sedloně, Průmyslové museum pro Východní Čechy, Chrudim
- 1952 Otakar Sedloň, Výstavní síň Ars Melantrich, Praha 1
- 1954 Otakar Sedloň: Záběry z Trati míru na Slovensku, Galerie Československý spisovatel, Praha

### Kolektivní
- 1924 Výstava obrazů z Potštýna a okolí, Topičův salon, Praha
- 1932 I. výstava obrazů a plastik českých umělců ze soukromého majetku členů Kruhu přátel umění v Hradci Králové, Městské průmyslové muzeum v Hradci Králové, Hradec Králové
- 1938 III. Zlínský salon, Studijní ústav, Zlín
- 1939	Národ svým výtvarným umělcům, Praha
- 1940/1941 Národ svým výtvarným umělcům, Praha
- 1942 Národ svým výtvarným umělcům, Praha
- 1972 Pardubice minulosti a dneška. Obrazy, kresby, grafika 1602 -1972, Východočeská galerie v Pardubicích, Pardubice

## Fotogalerie

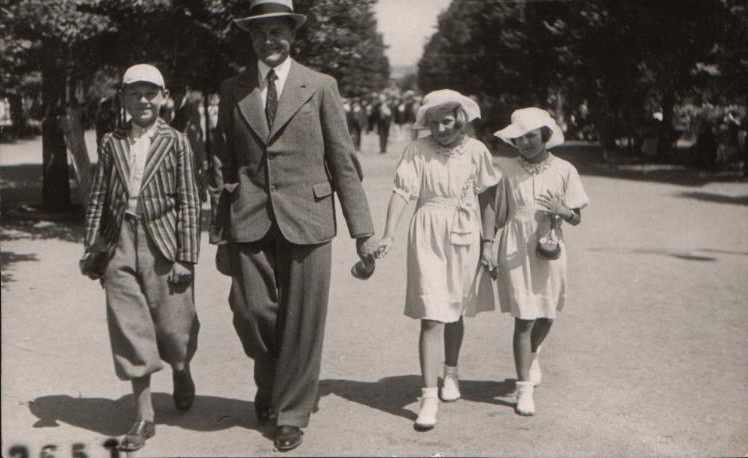
Se synovcem a neteřemi na kolonádě v Poděbradech
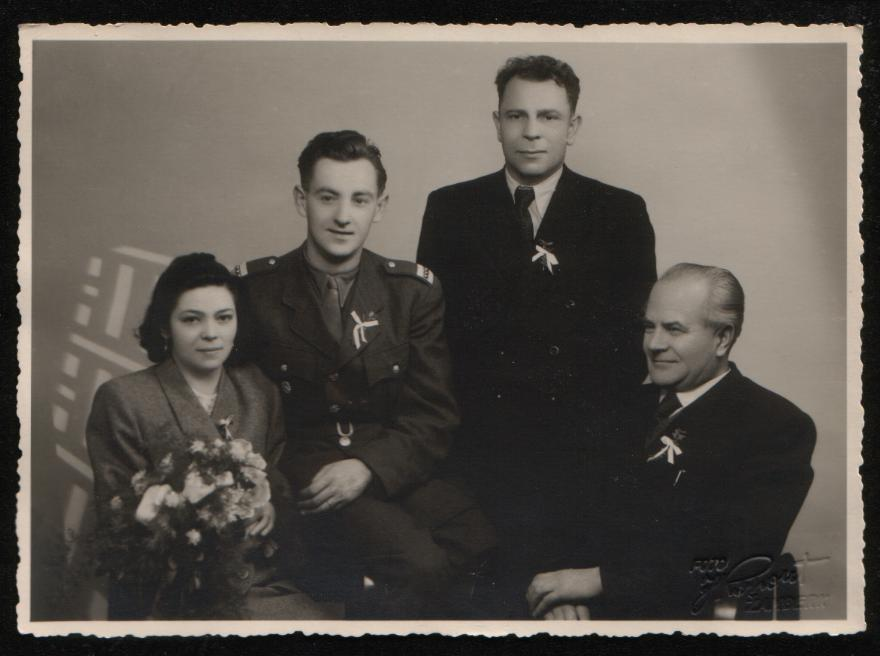
Na svatbě synovce, Žamberk 1947
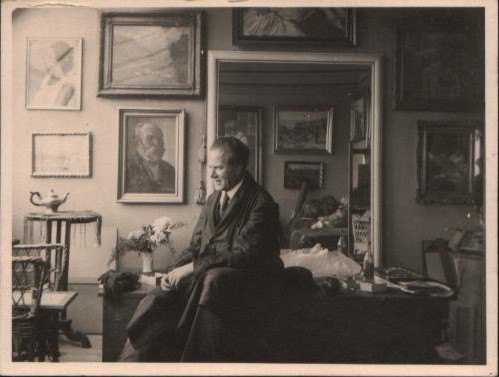
Ve svém ateliéru na Národní třídě, Praha cca 1950